# Michael Perelló
Michael Alexandrú Perelló López (San Pedro Sula, 11 luglio 1998) è un calciatore honduregno, portiere del Real España.